# Vodárenská věž (Plzeň)
Vodárenská (někdy též zvaná Černá) věž v Plzni se nachází na Pražské ulici při vstupu do historického jádra města a je chráněna jako kulturní památka České republiky. Pětipatrová věž s jehlanovou střechou má čtvercový půdorys a navazuje na ni přímo jednopatrový vodární dům. Svému účelu sloužila od poloviny 16. století až do konce 19. století, byla také součástí městského opevnění.
Podzemní část objektu je nyní součástí prohlídkového okruhu plzeňského podzemí. Nadzemní část pak slouží jako multifunkční prostor, ve kterém se nachází galerie moderního umění, muzeum věnované významné plzeňské rodině Škodů, prodejna šperků a tetovací salon.

## Historie
První písemná zmínka o městském vedení vody pochází z roku 1532 (práce mistra „rúraře“ Jindřicha z Prahy), ačkoli samotná věž byla postavena asi o deset let později. Pomocí výtlačného potrubí napájela kašny na hlavním náměstí. Když byla v roce 1822 zbořena Pražská brána, prošla věž pozdně klasicistní přestavbou. K zásadní rekonstrukci pak došlo v letech 1845–1849, kdy byla zvýšena o jedno patro a vedle ní byl na místě původní strojovny postaven vodární dům, do jehož suterénu bylo nainstalováno vodní kolo pro čerpání vody z Mlýnské strouhy. V roce 1889 byla ale dokončena nová městská vodárna nad soutokem Úhlavy s Radbuzou a zdejší provoz byl zastaven. Přesto ještě v roce 1922 byla věž upravována, až na poslední patro byla zbavena omítek a do průčelí byl pod pamětní desku Josefa Škody vsazen pozdně gotický portál ze zbořeného domu v Prešovské ulici. Vodární dům dlouhá léta sloužil pro kanceláře městských úředníků.